# Marijo Šivolija
Marijo Šivolija (1981. június 29.) horvát amatőr ökölvívó.

## Eredményei
- 2004-ben ezüstérmes az Európa-bajnokságon félnehézsúlyban. A döntőben az orosz Jevgenyij Makarenkótól szenvedett vereséget.
- 2005-ben ezüstérmes a világbajnokságon félnehézsúlyban.
- 2007-ben a világbajnokságon a negyeddöntőben kapott ki a későbbi győztes üzbég Abbosz Atojevtől, így nem szerzett érmet.

1. ↑  sports-reference.com (angol nyelven). (Hozzáférés: 2016. január 20.)